# Diana Mihalache
Diana Mihalache, verheiratete Diana Mînzală, (* 6. April 1990) ist eine ehemalige rumänische Biathletin.
Diana Mihalache gab ihr internationales Debüt im Rahmen der Biathlon-Europameisterschaften 2007, bei deren Juniorenwettbewerben sie antrat und in Bansko 31. des Einzels, 28. des Sprints und 29. der Verfolgung wurde sowie mit der rumänischen Staffel als Viertplatzierte knapp eine Medaille verpasste. In der folgenden Saison debütierte sie auch im Biathlon-Europacup der Junioren, bei dem sie mehrfach gute Resultate erzielte und auch mehrfach Podiumsplatzierungen erreichte. Die erste und zugleich einzige Junioren-Weltmeisterschaft lief die Rumänin 2008 in Ruhpolding, wo sie die Ränge 39 im Einzel, 40 im Sprint, 32 in der Verfolgung und sechs mit der Staffel belegte. Bei den Wettkämpfen der Junioren bei den sich anschließenden Biathlon-Europameisterschaften 2008 in Nové Město na Moravě wurde Mihalache 37. Für das Staffelrennen wurde sie in die Frauenmannschaft berufen. Erfolgreich verliefen auch die Biathlon-Europameisterschaften 2009 in Ufa. Die Rumänin wurde 31. des Sprints sowie 23. der Verfolgung und des Einzels. Mit Luminița Pișcoran und Réka Ferencz gewann sie im Staffelrennen die Bronzemedaille. Im Schnitt noch bessere Resultate erreichte sie bei den Biathlon-Europameisterschaften 2010 in Otepää. Im Einzel erreichte sie den 28. Platz, wurde Siebte im Sprint und 13. der Verfolgung. Zudem gewann sie an der Seite von Réka Ferencz, Ștefan Gavrilă und Roland Gerbacea erneut die Bronzemedaille im Staffelrennen, das dieses Mal als Mixed ausgetragen wurde.
Ihr Debüt bei den Frauen im Leistungsbereich gab Mihalache an der Seite von Emőke Szőcs, Alexandra Rusu und Doralina Runceanu im Staffelrennen der Europameisterschaften 2008, bei denen die rumänische Staffel Zehnte wurde. Zur Saison 2008/09 lief sie ihre ersten Rennen im IBU-Cup. Ihr erstes Rennen in Obertilliach, ein Einzel, beendete sie als 61. Nur wenig später gewann sie in Martell gewann sie als 37. des Sprints und der Verfolgung erste Punkte. Es sind zugleich ihre besten Resultate dieser Rennserie bislang. Bei den Sommerbiathlon-Europameisterschaften 2009 kam Mihalache im Mixed-Staffelrennen zum Einsatz und wurde mit Doralina Runceanu, Adrian Cojenelu und Roland Gerbacea Zehnte. Im Sommer 2011 beendete sie ihre aktive Karriere und begann ein Sportstudium an der Universität Craiova. 